# Bromus densus
Bromus densus är en gräsart som beskrevs av Jason Richard Swallen. Bromus densus ingår i släktet lostor, och familjen gräs. Inga underarter finns listade i Catalogue of Life.